# 1451 a tudományban
Az 1451. év a tudományban.

## Események
- A Glasgow-i Egyetem (University of Glasgow) megalapítása

## Születések
- Kolumbusz Kristóf, az amerikai kontinens 1492-es felfedezője († 1506)
- Ábrahám Farisszol késő középkori zsidó teológus és geográfus († 1527 k.)